# Turistická značená trasa 3020
 Turistická značená trasa 3020 je 9,5 km dlouhá zeleně značená trasa Klubu českých turistů v okrese Kladno spojující Lánskou oboru s údolím Loděnice. Její převažující směr je východní. Celá trasa se nachází na území CHKO Křivoklátsko, závěr pak i na území přírodního parku Povodí Kačáku.

## Průběh trasy
Turistická trasa má svůj počátek u hranice Lánské obory na rozcestí s červeně značenou trasou 0039 z Lánů na Křivoklát. Vede nejprve východním směrem lesní a posléze polní cestou do Bratronic. Při přechodu z lesa na pole se nachází rozcestí se zde výchozí modře značenou trasou 1029 do Kamenných Žehrovic. Z Bratronic pokračuje trasa po silnici k jihu a vstupuje do polesí Muňava, kde silnici opouští a vstupuje do krátkého souběhu s červeně značenou trasou 0030 ze Zbečna do Berouna. Po skončení souběhu pokračuje trasa 3020 lesem k severovýchodu a poté klesá údolím Žlábek k říčce Loděnice, kde v osadě Roučmída končí na rozcestí s červeně značenou trasou 0029 z Kamenných Žehrovic do Loděnice.

## Turistické zajímavosti na trase
- Lánská obora
- Památná lípa u kostela v Bratronicích
- Kostel Všech svatých v Bratronicích
- Kaple Panny Marie Žlábecké
- Pramen u kapličky ve Žlábku